# Camarões nos Jogos Olímpicos de Verão de 2000
Camarões participou dos Jogos Olímpicos de Verão de 2000 em Sydney, Austrália.
Nessa competição, o país conquistou uma medalha de ouro, ao vencer, pela primeira vez, a competição de futebol masculino.

## Medalistas
| Medalha                 | Nome | Esporte | Evento           |
| ----------------------- | --- | ------- | ---------------- |
| Predefinição:Gold medal | Patrice Abanda Nicolas Alnoudji Clément Beaud Daniel Bekono Serge Branco Joël Epalle Lauren Etame Mayer Samuel Eto'o Idriss Carlos Kameni Modeste M'bami Patrick Mboma Albert Meyong Serge Mimpo Daniel Ngom Kome Aaron Nguimbat Geremi Njitap Patrick Suffo Pierre Wome | Futebol | Equipe masculina |